# USS LST-1062
O USS LST-1062 foi um navio de guerra norte-americano da classe LST que operou durante a Segunda Guerra Mundial.